# Wraith (Hector Rendoza)
Wraith, o Espectro en España, es un personaje ficticio que aparece en los cómics estadounidenses publicados por Marvel Comics.

## Historial de publicaciones
Wraith apareció por primera vez en Uncanny X-Men # 392 y fue creado por Scott Lobdell y Salvador Larroca.

## Biografía ficticia
Héctor Rendoza vivía en Boston cuando sus poderes mutantes se manifestaron a la edad de dieciséis años. Una gran multitud se formó en Boston Common, muchos que conocían a Héctor cuando no era translúcido, con la intención de matarlo. Jean Grey congeló a la multitud con sus poderes telepáticos y recluta a Héctor. Él es uno de los muchos que reúne (incluidos Northstar, Omertà, Dazzler y Sunpyre) para ayudar a rescatar a los X-Men de Genosha, donde están en poder de Magneto.
Se demostró que estaba decaído.

## Poderes y habilidades
Wraith puede volver translúcida su piel o la piel de otros.